# Hôtel de Fourcy
El hôtel de Fourcy es una mansión privada ubicada en la Place des Vosgesen el lado este de la plaza, entre los hoteles de Rohan-Guémené y Châtillon  en4 distrito de  París, Francia Fue clasificado como monumento histórico en 1954.

## Historia
Entre 1828 y 1834, Théophile Gautier vivió en este hotel.
La mayor parte de este edificio pertenece a la ciudad de París hasta 2020, cuando se transferirá la propiedad a la región Ile-de-France de acuerdo con el acuerdo firmado en 2013 entre la ciudad de París y la Región para la cesión de 12 de los últimos institutos municipales de París (incluido el instituto municipal Théophile-Gautier) a la Región.

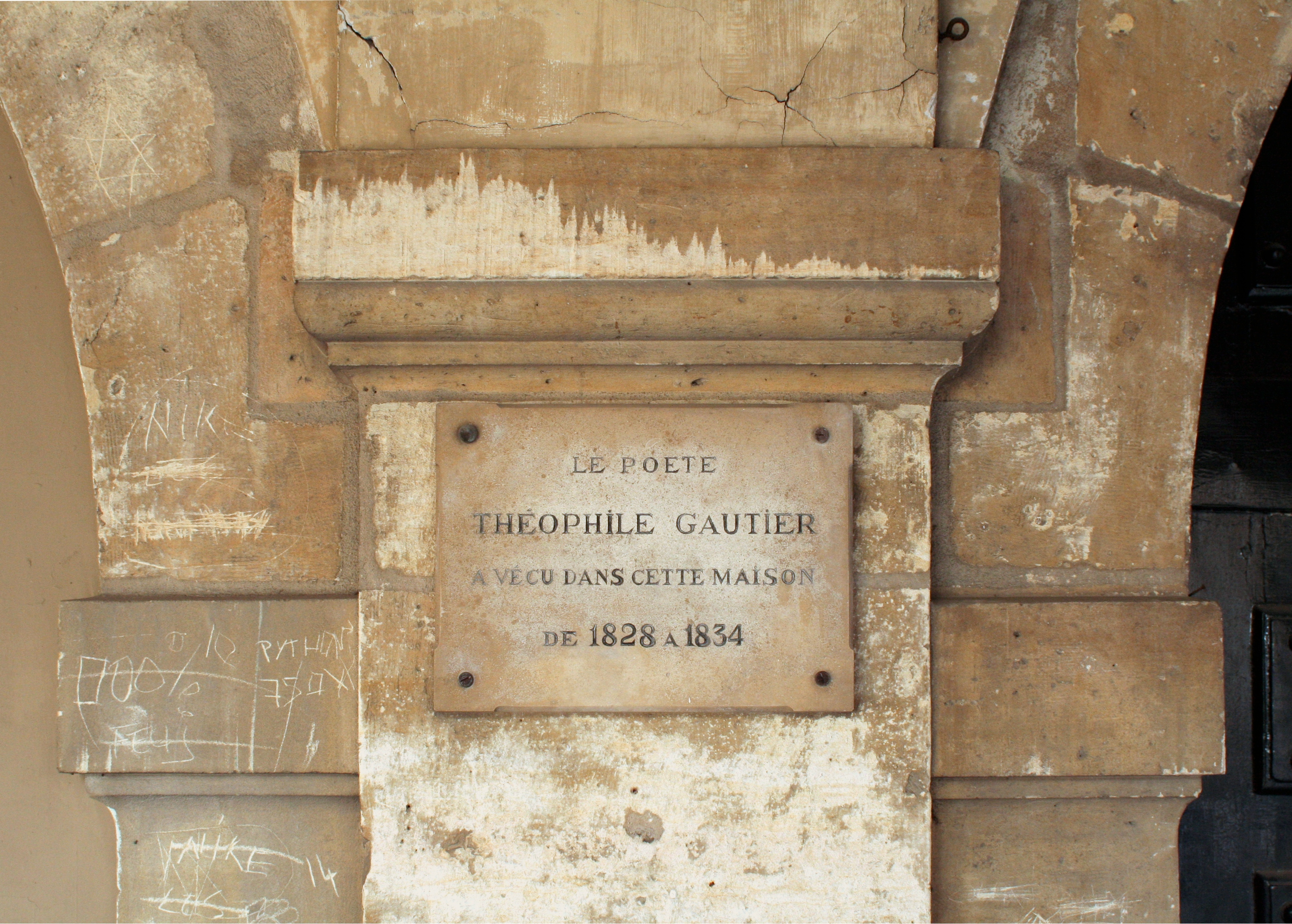
Placa conmemorativa de Théophile Gautier.

## Usos
Es parte integrante del instituto de formación profesional Théophile-Gautier, que ocupa más de las tres cuartas partes de sus instalaciones desde hace varias décadas. Las diferentes salas se utilizan como salas de informática, aulas, oficinas administrativas del director, su ayudante, secretarias, profesores coordinadores, consejero de orientación, así como sala de profesores, sala de reuniones, albergue del cuidador... Más 250 estudiantes utilizan estas instalaciones cada día. Este uso de la escuela está de acuerdo con los deseos de los herederos de Théophile Gautier, antiguos propietarios de esta mansión privada, que la donaron a la ciudad de París, con la condición de que se convirtiera en un lugar de educación.